# Blepephaeopsis yagii
Blepephaeopsis yagii är en skalbaggsart som beskrevs av Hayashi 1992. Blepephaeopsis yagii ingår i släktet Blepephaeopsis och familjen långhorningar.
Artens utbredningsområde är Taiwan. Inga underarter finns listade.